# Schifferkirche (Arnis)

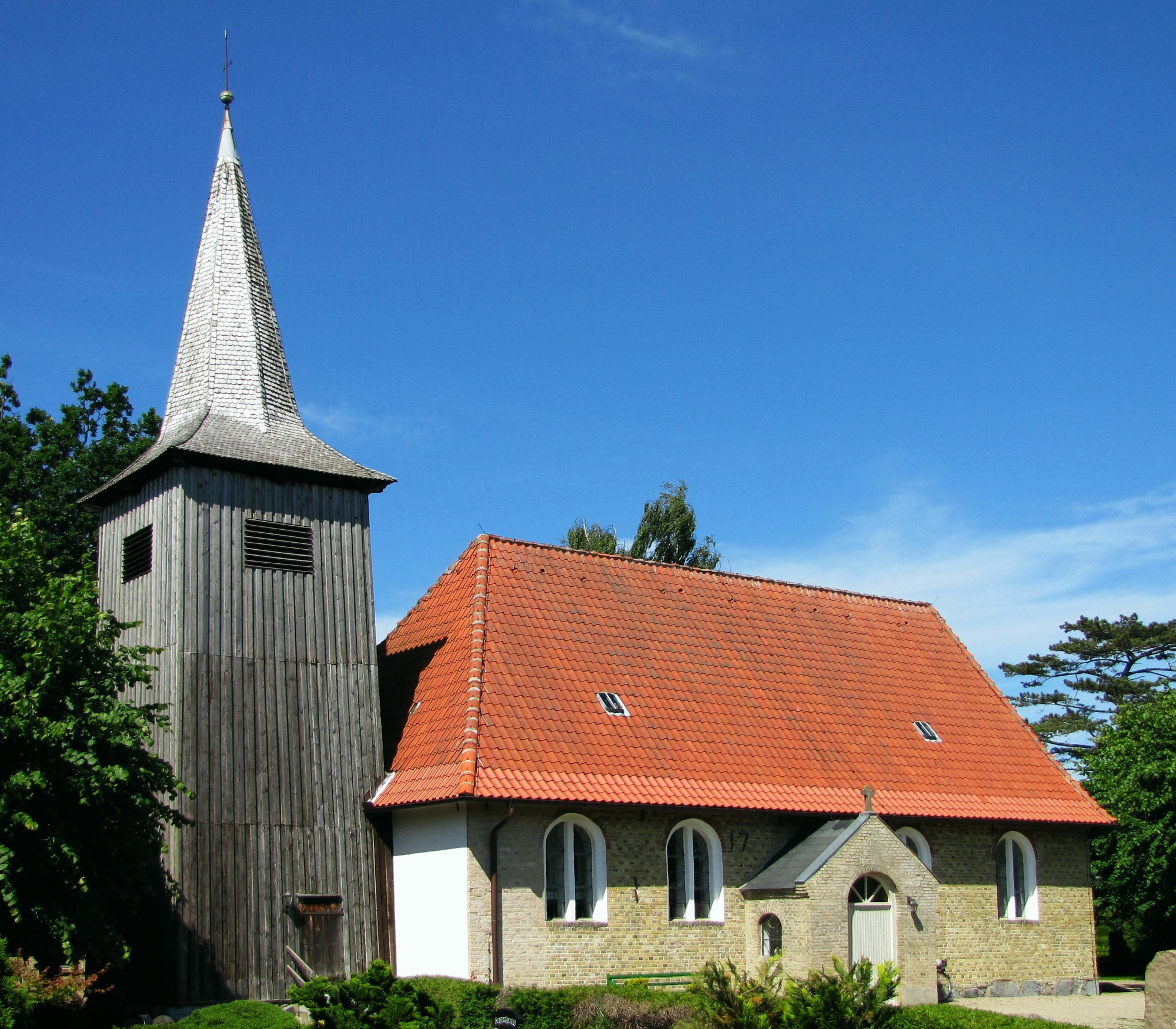
Schifferkirche Arnis von Süden

Die Schifferkirche ist ein Kirchengebäude der evangelisch-lutherischen Kirchengemeinde Arnis-Rabenkirchen in Arnis im Kreis Schleswig-Flensburg in Schleswig-Holstein. Der heute gebräuchliche Name „Schifferkirche“ bezieht sich darauf, dass seit dem 18. Jahrhundert Arnisser Schiffer der Kirche Votivschiffe, Schiffsmodelle, als Dank für eine Errettung aus Seenot, stifteten.

## Geschichte

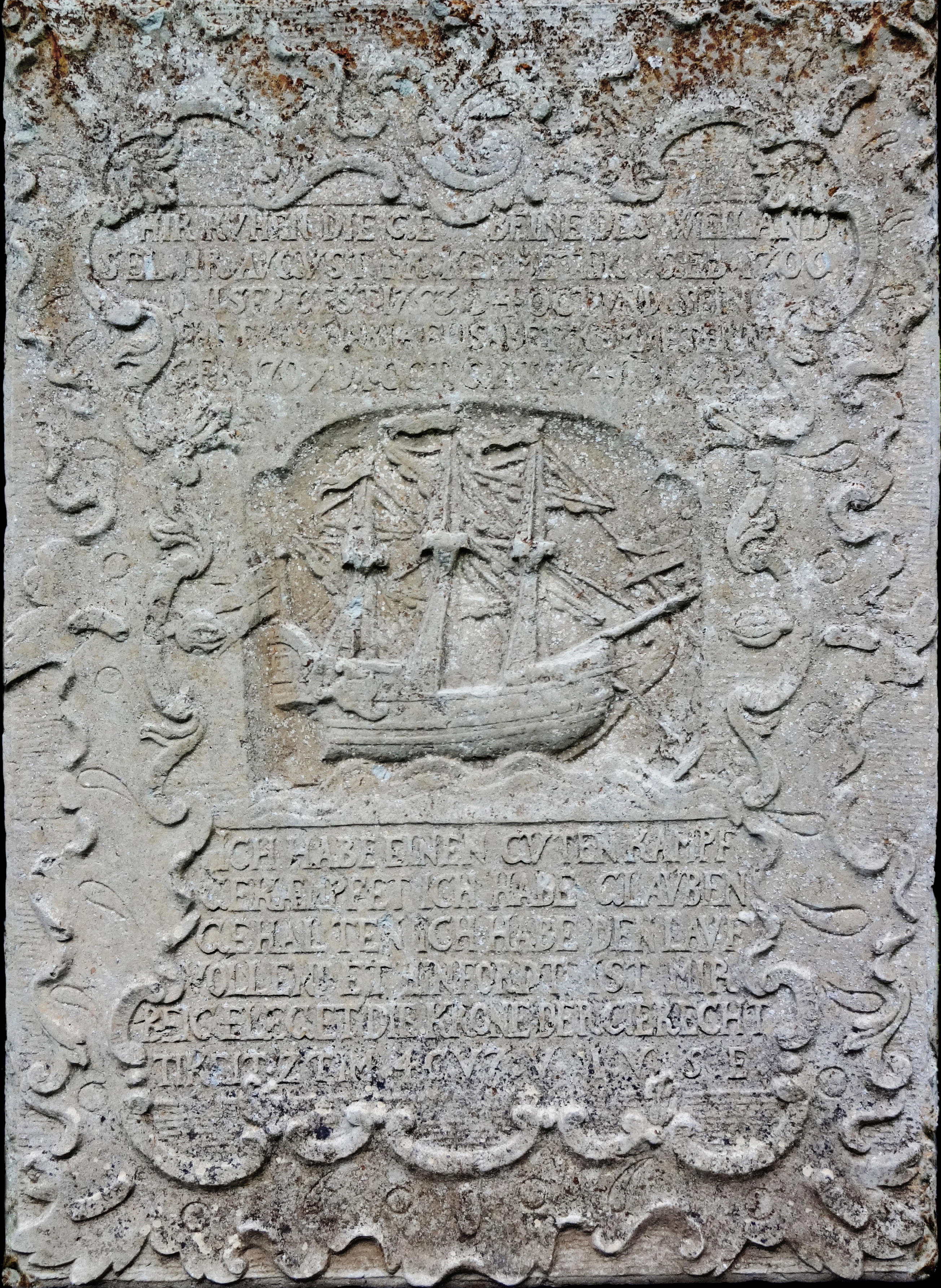
Grabplatte der Familie Kemmeter nahe der Schifferkirche zu Arnis, 18. Jahrhundert

Nachdem Herzog Christian Albrecht den vor der Leibeigenschaft geflüchteten Kappelner Familien 1667 die Ansiedlung auf der Halbinsel Arnis erlaubte, begannen die Neusiedler bereits 1669 mit dem Bau einer Kirche am Südwestende der einzigen Straße des Orts. Die Kirche befindet sich auf einem Hügel, vermutlich einer alten Befestigungsanlage zur Sicherung der Schlei-Enge. Rund um die Kirche wurde ein Friedhof angelegt, auf dem noch einige alte Grabsteine erhalten sind.
Ursprünglich sollte die ganze Kirche aus Backstein von der schwedischen Insel Gotland erbaut werden, doch da das Schiff, das die Steine transportierte, unterging, entschloss man sich zu einem Fachwerkbau. Im ganzen Herzogtum Schleswig-Holstein-Gottorf wurde für die neue Kirche gesammelt, so dass der Bau trotz des Verlustes des Baumaterials bereits 1673 fertiggestellt werden konnte.

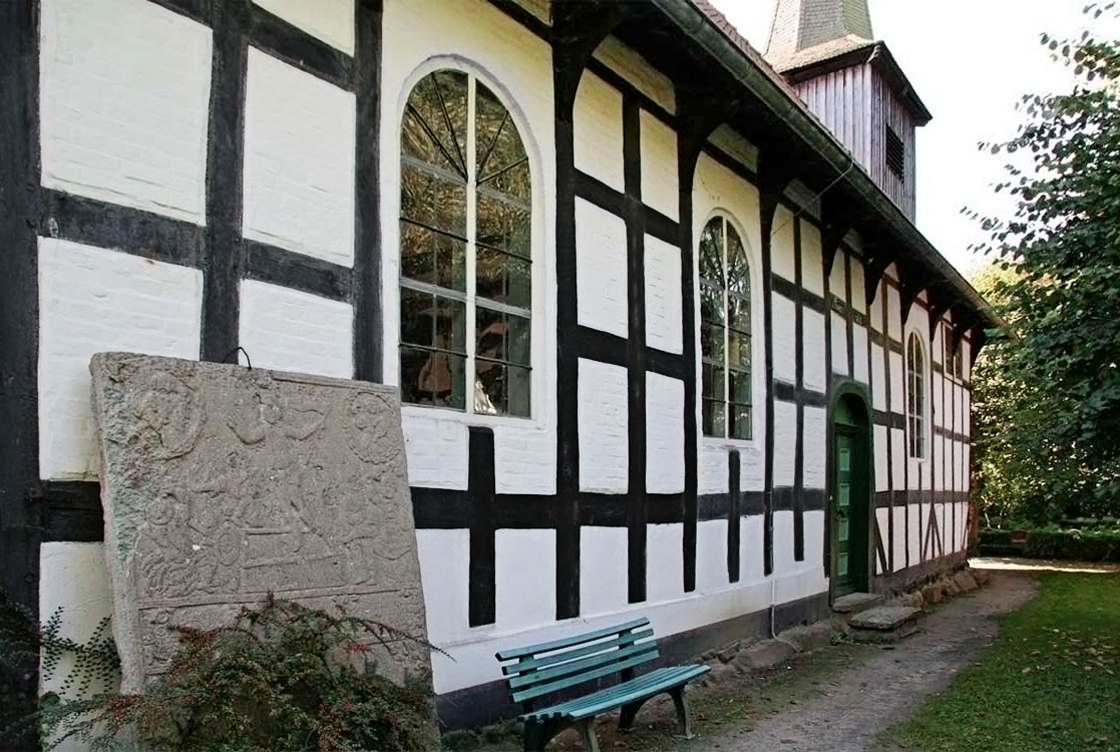
Nördliche Fachwerkseite mit Grabstein aus dem 18. Jahrhundert

1733 wurden die Wände neu mit Backstein aufgeführt, nur auf der Nordseite blieb das ursprüngliche Fachwerk erhalten. Der Turm, der einen hölzernen Glockenturm ersetzte, und das südliche Vorhaus wurden 1825 hinzugefügt.

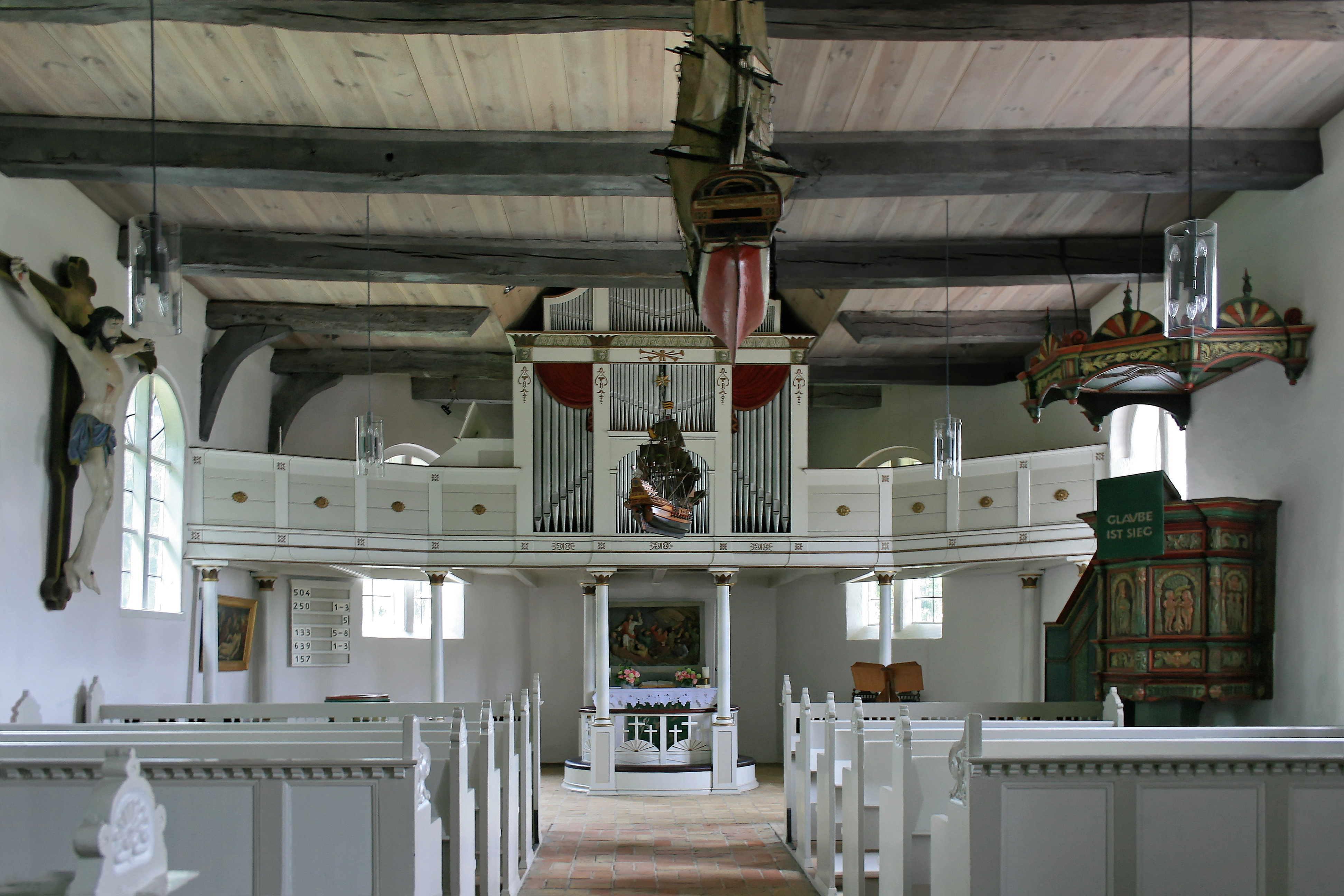
Innenraum der Schifferkirche Arnis

### Umbauten
1842 wurde die Kirche umgebaut. Dabei wurden das Chorgitter entfernt und die Ostempore im Altarraum eingezogen, auf der sich die Orgel im klassizistischen Gehäuse befindet. Dafür wurde der gotische Schnitzaltar aus der Marienkirche in Boren, der der Kirche 1708 vermacht worden war, entfernt. Er befindet sich heute in Schloss Gottorf. Der neue, schlichte Altar erhielt ein Ölgemälde, das nicht erhalten ist.
In den 1950er Jahren wurde die Kirche renoviert. Dabei wurde eine Sakristeiloge der Erbauungszeit entfernt und die Kanzel an ihren heutigen Standort gebracht. Eine letzte Renovierung fand 1999 statt.

### Bekannte Prediger
Der bekannteste Prediger der Schifferkirche war Georg Jakob Adler, der Vater des späteren Generalsuperintendenten Jacob Georg Christian Adler, der 1755–58 Pastor in Arnis war, ehe er Propst in Altona wurde. Heute gehört die Kirche wie die mittelalterliche St. Marien-Kirche in Rabenkirchen zur Kirchengemeinde Arnis-Rabenkirchen.

### Namensgebung
Der heute gebräuchliche Name „Schifferkirche“ ist neueren Datums. In der Chronik des damaligen Fleckens Arnis von Christopher Scharf aus dem Jahr 1838 gebraucht der Autor, der damalige Küster, den schlichten Begriff „Kirche zu Arnis“. Scharf bezeichnete zudem die heute „Knechteboden“ genannte Westempore aus dem Jahr 1765 noch „Kapboden“.

## Ausstattung
In der flachgedeckten barocken Saalkirche fallen zunächst die von der Decke hängenden Votivschiffe aus dem 18. und 19. Jahrhundert auf. Sie sollen Dankesgeschenke von aus Seenot geretteten Schiffern sein und wurden in einigen Kirchen entlang der Ostseeküste von Reedern und Schiffern gestiftet, so auch in St. Petri in Wolgast. Das prächtigste Schiff in Arnis, die „Privilegia“, ist 1971 aus der Kirche gestohlen worden. Es wurde später ersetzt durch die „Santa Cruz“. Das ursprünglich älteste Votivschiff (18. Jahrhundert) der Kirche, die „Ansul Arnis“ ist jetzt Exponat im Landesmuseum Schleswig.

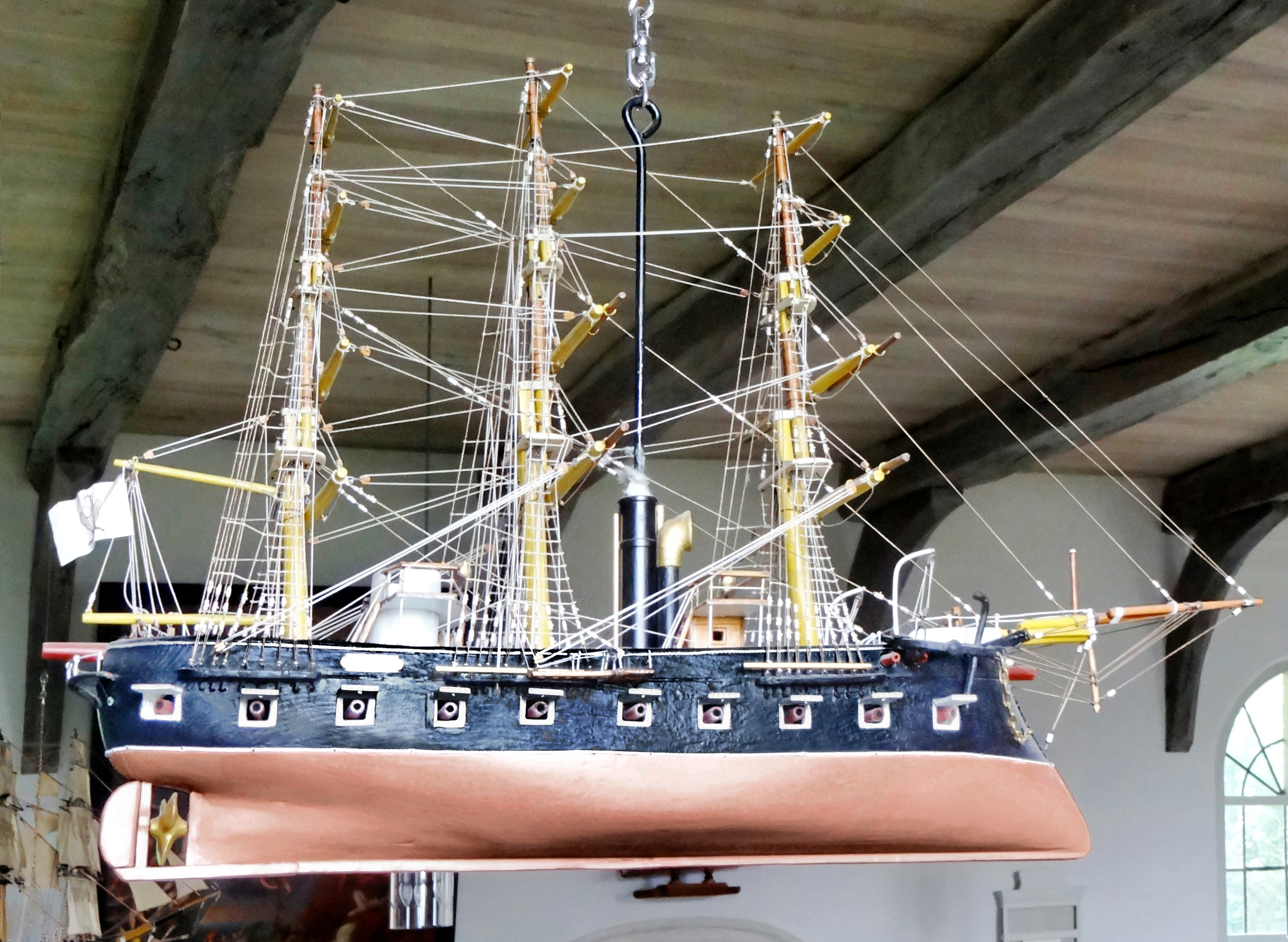
Votivschiff in der Schifferkirche zu Arnis

Das hölzerne Taufbecken und das Gestühl stammen aus der Erbauungszeit. Das Triumphkreuz, das sich ursprünglich auf dem Chorgitter befand und beim Umbau 1842 an die Nordwand verlagert wurde, wurde vermutlich aus einer anderen Kirche übernommen, denn es ist zu groß für die niedrige Arnisser Kirche.
Den Altar schmückt ein Relief von 1936, das die Sturmstillung darstellt. Das Gemälde, das 1842 in den Altar eingesetzt wurde, eine Kreuzabnahme von Theodor Rehbenitz, ist verschollen.
An der Nordwand hin zum Knechteboden hängt das Gemälde „Das jüngste Gericht“ von 1742, gestiftet von Zacharias Kemmeter († 1753), dessen Grabstein sich südlich der Kirche befindet. Das Bild ist eine eher einfache Kopie nach dem sehr großen Jüngsten Gericht von Peter Paul Rubens.

### Kanzel
Ältestes Inventar ist die Kanzel. Laut der mittelniederdeutschen Inschrift gab im Jahre 1573 eine Margareta Sniders 10 Taler zu ihrer Errichtung. Die Kanzel ist damit ein Jahrhundert älter als die Kirche selbst.
In Arnis wurde lange Zeit erzählt, sie würde aus einer der in der Burchardiflut 1634 untergegangenen Kirchen der Insel Strand stammen. Ein Arnisser Fischer soll sie dieser Überlieferung nach aufgefischt und in seine Heimatstadt gebracht haben. Da es 1634 keine Fischer in Arnis gab, schon gar nicht auf der Nordsee, und zudem eine hölzerne Kanzel keine Jahrzehnte im Salzwasser Bestand hätte, hat diese Fabel keinen realen Gehalt. Neuere kunsthistorische Vergleiche kommen hingegen zu dem Schluss, dass die Kanzel mit hoher Wahrscheinlichkeit aus dem östlichen Teil des damaligen Herzogtums Schleswig stammt. Es gibt Ähnlichkeiten im Aufbau mit anderen Kanzeln in Kirchen an der Ostseeküste. Die Blattmasken unten am Korpus weisen auf die Kenntnis des Werks von Cornelis Floris hin, der 1552 das Kenotaph für den dänischen König Friedrich I. im Dom zu Schleswig angefertigt hatte. Zudem existiert eine erstaunliche Ähnlichkeit in der Darstellung von Maria als Königin mit der entsprechenden Partie auf dem allerdings fast vierhundert Jahre älteren Taufstein in der Kirche zu Borby bei Eckernförde.

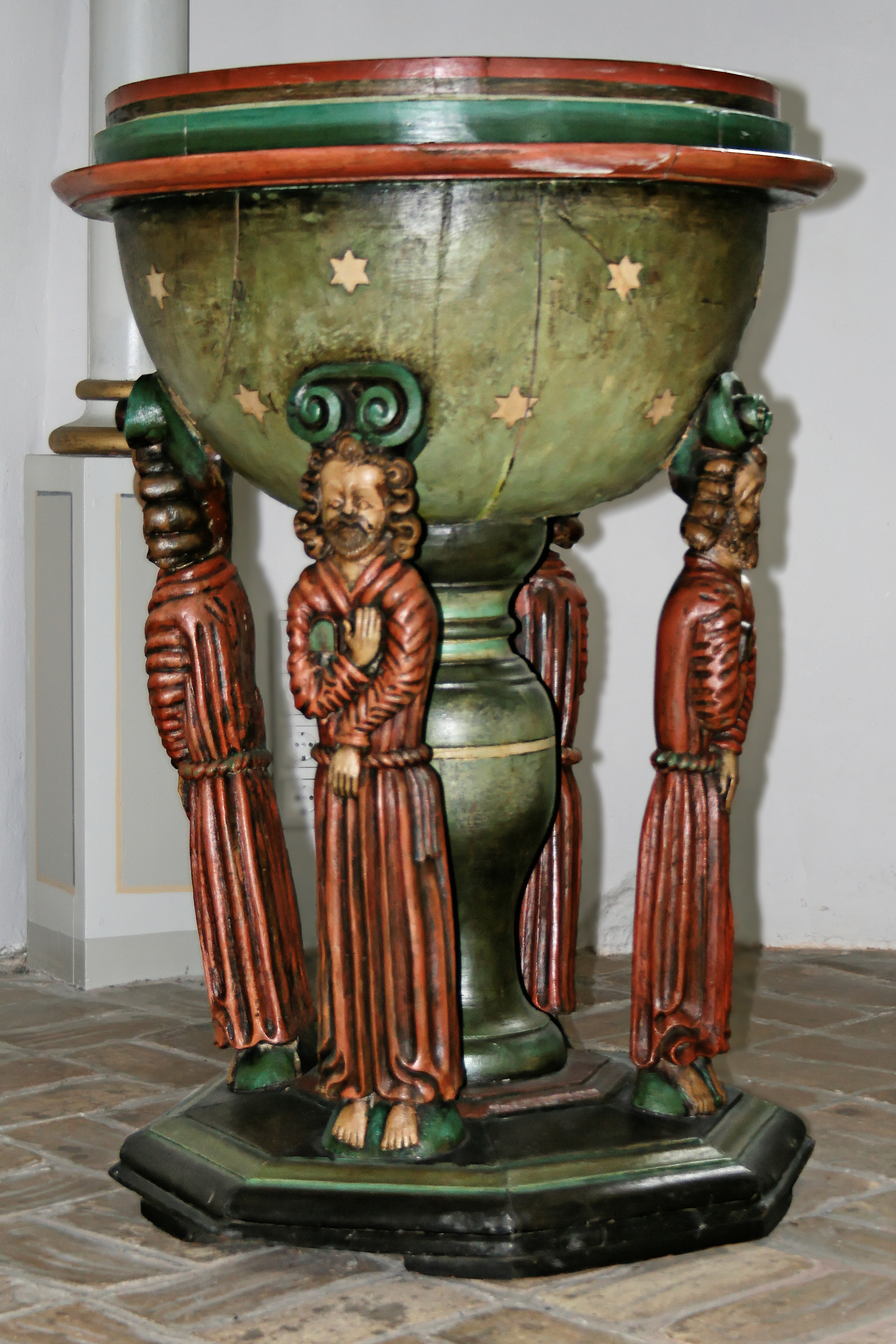
Taufe
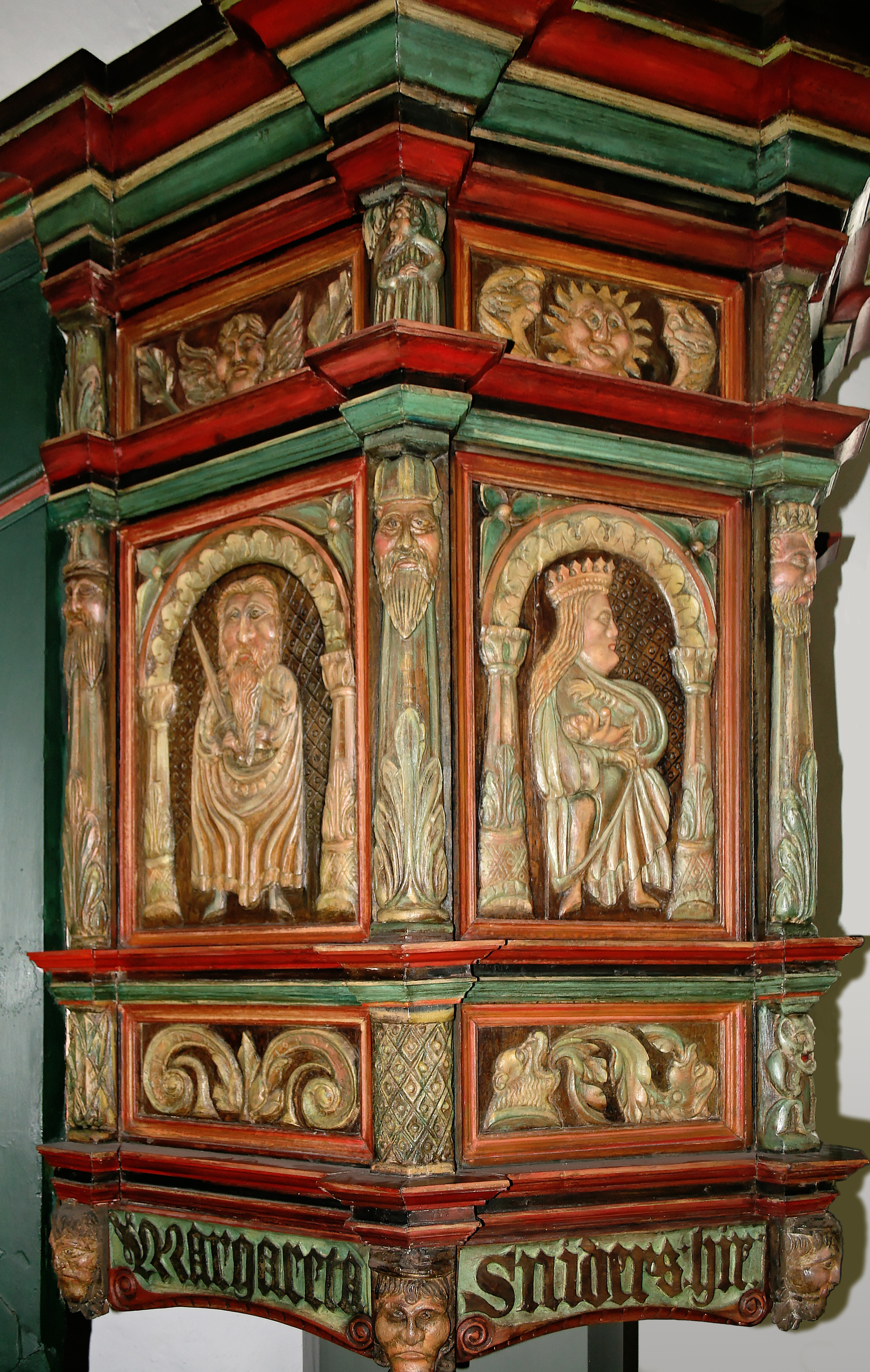
Kanzel (bewaffneter Mann und Maria)
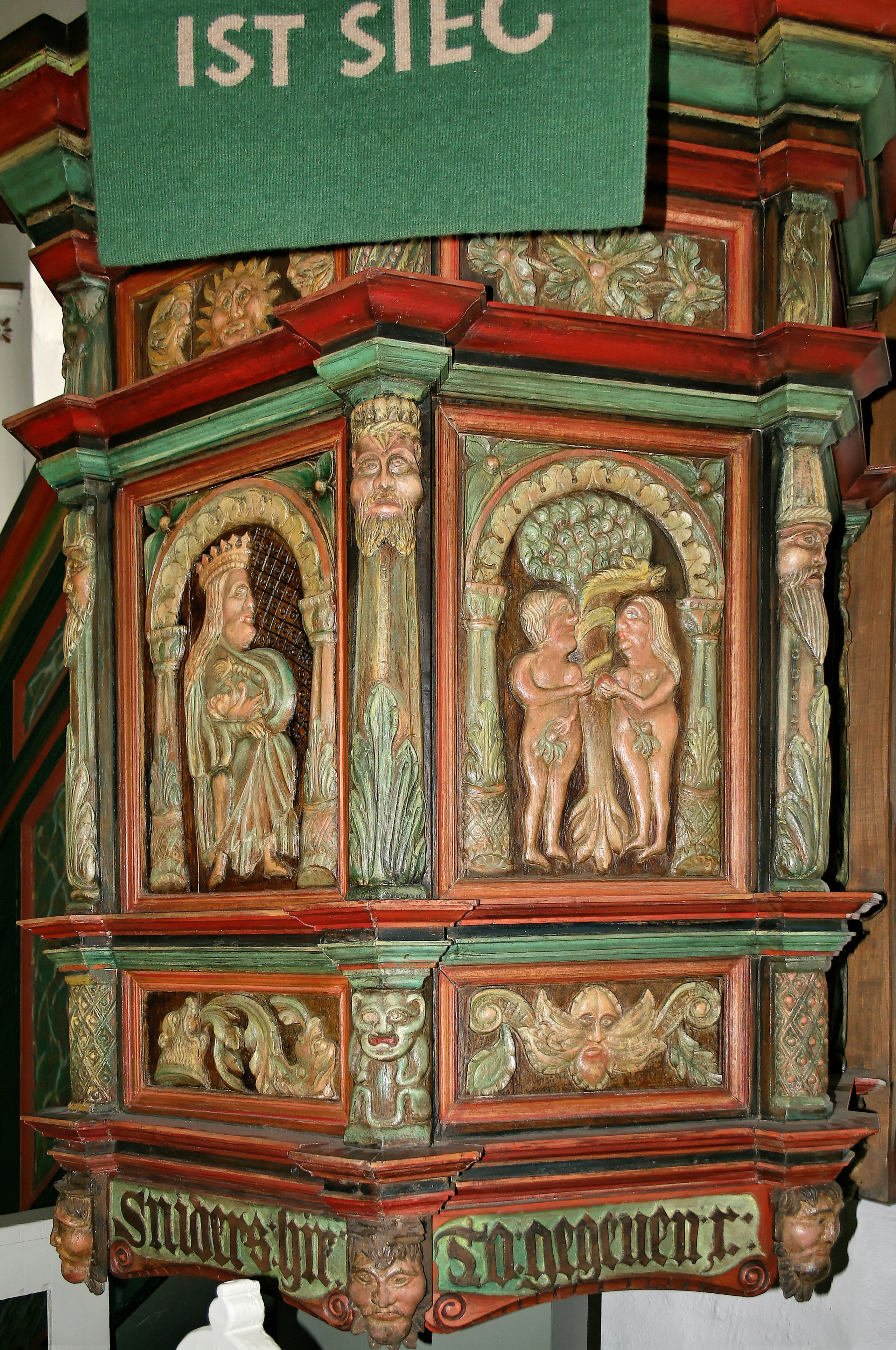
Kanzel (Maria mit Kind und Adam und Eva)
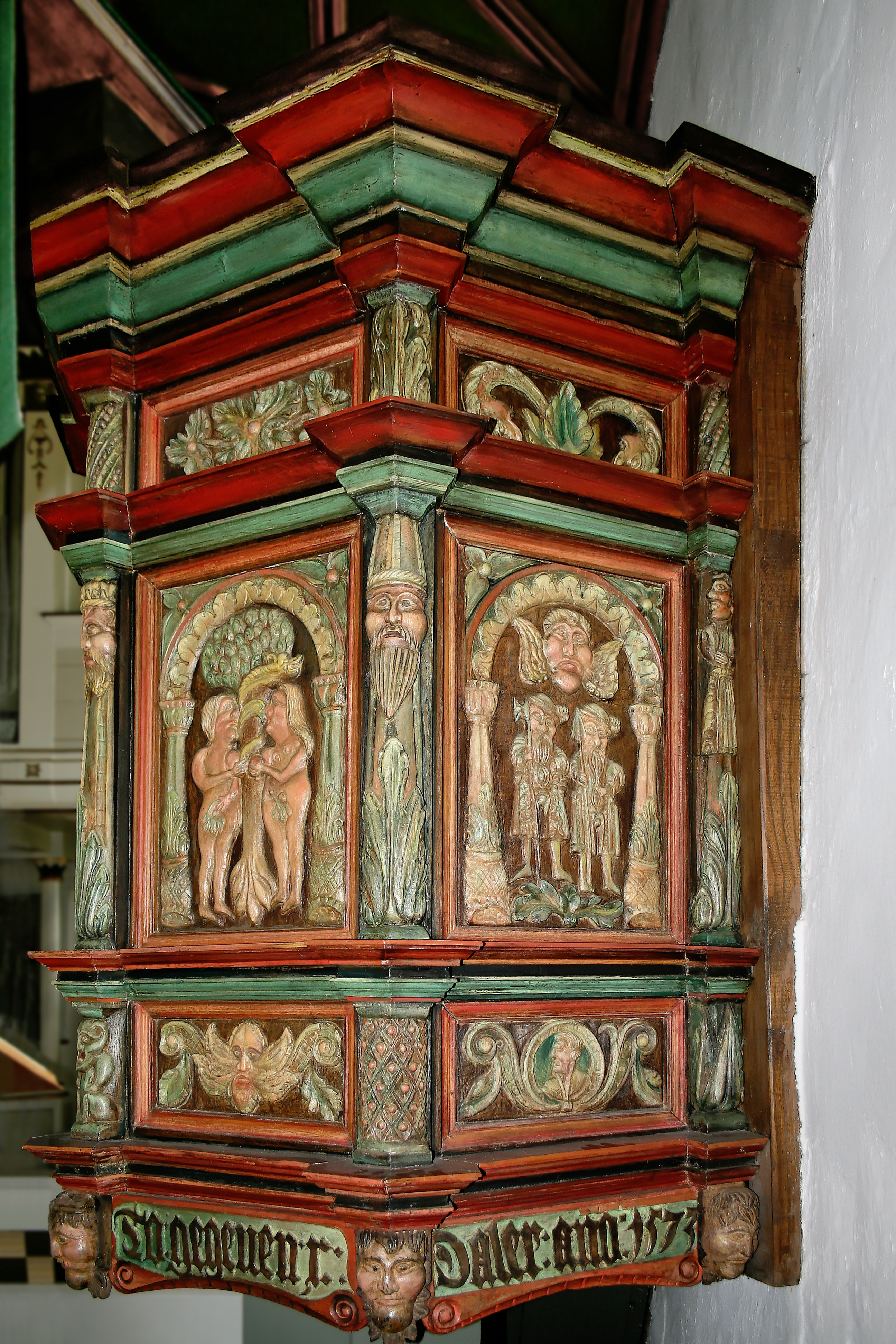
Kanzel (Adam und Eva und zwei Männer)

Die Reliefs der Kanzel zeigen von links nach rechts einen Mann mit Schwert, eine gekrönte Frau mit Kind (Maria mit dem Jesuskind), Adam und Eva, sowie zwei Männer in der Tracht des 16. Jahrhunderts. Der Schalldeckel wurde vermutlich erst beim Einbau der Kanzel in die Arnisser Kirche angefertigt. Auffällig ist der Schmuck mit Fächerrosetten. Kanzel, Schalldeckel und Taufbecken erhielten 1958 ihre heutige Farbgestaltung.

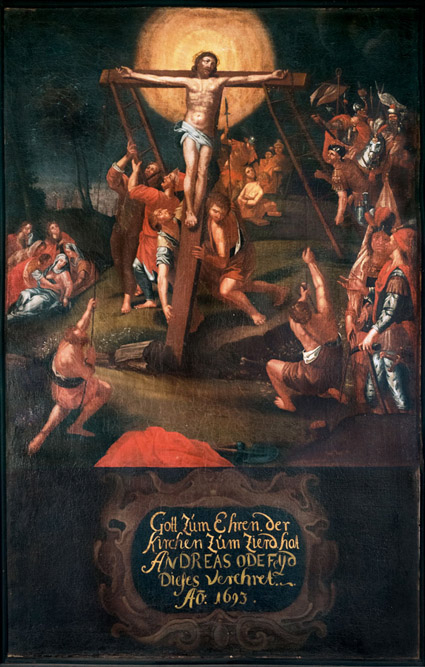
Die Kreuzaufrichtung, gestiftet 1693.

### Kreuzaufrichtung
Neben der Kanzel ist das Ölgemälde Die Kreuzaufrichtung das wichtigste Kunstwerk. Es wurde 1693 von Andreas Odefeyd, einem damaligen Bewohner auf der Insel Arnis, gestiftet. Odefeyd war vermutlich der erste Neusiedler, der nach der großen Krise infolge des Schwedisch-Brandenburgischen Krieges wieder auf die Insel zog, angelockt durch eine damals vom Herzog neu verkündete zehnjährige Steuerfreiheit. Das Bild ist der einzige noch vorhandene Gegenstand aus dem Besitz eines Arnissers aus der Gründungszeit. Das Gemälde geht wie andere Bilder in Augsburg oder Antwerpen zurück auf das gleichnamige Bild von Christoph Schwartz, das heute im Lenbach-Haus in München hängt.

## Friedhof
Für den Friedhof wählten die Siedler einen höher gelegenen Teil der damaligen Insel aus, der bis in das 19. Jahrhundert nur über sumpfige Wiesen mit dem Rest der Insel verbunden war. Das Gelände war den Siedlern 1667 im „Arnisser Privileg“ als Gemeindeeigentum überlassen worden. Die Kirche steht mittig, der Friedhof wird von einem Lindenkranz umfasst. Eine Lindenallee führt zur Kirche hin. Die Gesamtanlage steht unter Denkmalschutz.
Aus der ursprünglichen Überlassung zum Eigentum entstanden Familiengräber, die meist mit Hecken eingefasst waren, von den Familien unterhalten und auch vererbt wurden. Erst in der zweiten Hälfte des 20. Jahrhunderts wurde die heutige Friedhofsordnung verfasst, nach der das Gelände Eigentum der Kirche ist und jede Familie auf Zeit eine Grabstätte gegen Gebühr pachten muss. Dies führte zusammen mit der immer geringeren Zahl von Bestattungen dazu, dass Gräber aufgelassen, Hecken entfernt wurden. Größere Teile des Friedhofs wurden zur Rasenfläche. Gegen diese Entwicklung arbeitet ein Kirchenbauverein Arnis-Rabenkirchen, der den derzeitigen Zustand erhalten und zukünftig Teile der alten Friedhofsanlage wiederherstellen will.
Als erstes Projekt hat der Kirchenbauverein 2018 im Rahmen des europäischen Kulturerbejahres 2018 ein Geschichtsprojekt auf dem Friedhof initiiert, die „Sprechenden Steine“. Bislang kann über 10 QR-Codes neben Grabsteinen die Geschichte der dort jeweils bestatteten Familie per Handy gehört werden. Geplant sind weitere Steine. Die Lage der Gräber kann online auf einem Plan eingesehen werden.